# 小行星12675
小行星12675（12675 Chabot）是一颗绕太阳运转的小行星，为主小行星带小行星。该小行星于1980年10月9日发现。

## 轨道参数
小行星12675的轨道半长轴为2.3969980 UA，离心率为0.050。